# Егоров, Николай Матвеевич
Николай Матвеевич Егоров (27 мая 1923, Грозный  — 8 апреля 2018, Ростов-на-Дону) — советский и российский писатель, поэт, член Союза писателей СССР с 1962 года, член Союза писателей России (1991). Почетный гражданин города Грозного (2013).

## Биография
Родился в городе Грозный в армянской семье. Мама работала уборщицей, отец — станочником на заводе. Отец Николая Матвеевича воевал на Первой мировой войне, в царской армии ему поменяли армянскую фамилию на русскую.
Не успев окончить среднюю школу, Николай Матвеевич учился в военном училище.
Воевал на фронтах Великой Отечественной войны, был командиром взвода разведки, командиром роты стрелкового батальона, первым помощником начальника штаба 94-го гвардейского стрелкового полка. Участвовал в Ржевско-Вяземской и Смоленской операциях. Получил тяжелое ранение. После госпиталя был комиссован в звании гвардии капитана и стал инвалидом войны.
Печататься начал в 1944 году в дивизионной газете. После войны закончил вечернюю школу. В 1955 году окончил факультет журналистики Высшей партийной школы (ВПШ) при ЦК КПСС.
Работал секретарем газеты «Грозненский рабочий» (1946—1956), в журнале «Дон» (1957—1960), главным редактором Ростовского телерадиокомитета (1960—1963).
В 1962 году был принят в Союз Писателей СССР, а потом — в Союз писателей России.
С 1999 года был Председателем Ростовского отделения Союза российских писателей.
Подарил городу Грозному свою коллекцию современного искусства (картины, скульптуры) и библиотеку по искусствоведению. Подаренную коллекцию и библиотеку он собирал 65 лет. В декабре 2002 года общим собранием академии Чеченской Республики избран Почётным академиком Республики Чечня.
Николай Матвеевич Егоров скончался 8 апреля 2018 года после инсульта.

## Награды и звания
- орден Отечественной войны I степени (11.03.1985)
- орден Красной Звезды (24.10.1943)
- Медаль ордена «За заслуги перед Ростовской областью» (29 апреля 2013 года)[3]
- медали
- Почётный гражданин города Грозного (присвоено в 2013 году решением Совета депутатов города Грозного № 15 от 29 апреля 2013 года)
- Почётная грамота Парламента Чеченской Республики (24 мая 2013)
- Литературно-общественная премия «Золотой орёл» с вручением ордена «М. А. Мамакаев» (присуждена Лигой писателей Евразии)
- Памятная медаль «За большой вклад в дело сохранения армянской культуры на Дону»
- Журналистская премия им. Шолохова
- Литературные премии им. Закруткина, Недогонова.
- Премия за лучшие произведения о селе
- две губернаторские премии
- Знак Союза художников России «Мастерство — духовность — традиции» (2010)

## Творчество
Николай Егоров писал стихи, работал в прозе и в публицистике, занимался переводами стихов и прозы. Отдельные издания произведений Николая Матвеевича Егорова:
Егоров Ник. После дождя. Грозный. 1956 г.
- Егоров Н. Первая осень. Очерк. — Грозный: Кн. изд-во, 1955. Как трудно сказать — прощайте. Повесть. — Ростов н/Д: Кн. изд-во, 1964,1972.
- Егоров Н. Очень белые кучевые облака. Повесть, для детей / Н. М. Егоров. — Ростов н/Д: Кн. изд-во, 1967.
- Егоров Н. А любишь ли? / Н. М. Егоров. — Ростов н/Д: Кн. изд-во, 1969.
- Егоров Н. Доверие земли / Н. М. Егоров. — Ростов н/Д: Кн. изд-во, 1970.
- Егоров Н. Перед присягой. Записки рядового Сергея Туманова / Н. М. Егоров. — Ростов н/Д: Кн. изд-во, 1973.
- Егоров Н. Парень — что надо!: повесть / Н. М. Егоров. — Ростов н/Д: Ростовское книжное изд-во, 1975. — 48с.
- Егоров Н. Всадник на вороном коне: повесть / Н. М. Егоров. — Ростов н/Д: Ростовское книжное изд-во, 1976. — 136с.: ил.
- Егоров Н. Операция «Дозор»: повесть / Н. М. Егоров. — Ростов н/Д: Ростовское книжное изд-во, 1977. — 144с.
- Егоров Н. Время решать / Н. М. Егоров. — Ростов н/Д: Кн. изд-во, 1978.
- Егоров Н. Осенние костры: повесть / Н. М. Егоров. — Ростов н/Д: Ростовское книжное изд-во, 1980. — 224с.
- Егоров Н. Всадник на вороном коне. Операция «Дозор»: повести / Н. М. Егоров. — Ростов н/Д: Ростовское книжное изд-во, 1983. — 272с.
- Егоров Н. Утреннее море: повесть / Н. М. Егоров. — Ростов н/Д: Ростиздат, 1988.
- Егоров Н. Как трудно сказать — прощайте. Осенние костры: повести. — Ростов н/Д: Ростиздат. 1989.
- Егоров Н. Егоров, Н. Храни тебя любовь: проза и стихи /Н. М. Егоров. — Ростов н/Д: Ростовское книжное изд-во, 1992. — 214с.
- Егоров Н. По крыше ходил дождь. Фантастические рассказы / Н. М. Егоров. — Ростов н/Д: Приазовский край, 1997.
- Егоров Н. Окно в чужом доме. Роман / Н. М. Егоров. — Ростов н/Д: Приазовский край, 1998.
- Егоров Н. Вячеслав Мотин. Очерк, серия «Директора России» / Н. М. Егоров. — Ростов н/Д: Новая книга, 2002.
- Егоров Н. Ефим Мазяр. Очерк, серия «Созидатели» / Н. М. Егоров. — Ростов н/Д: Новая книга, 2003.
- Егоров Н. Поезд будет в полночь. Маленькая повесть / Н. М. Егоров. — Ростов н/Д: Новая книга, 2003.
- Егоров Н. Николай Васильев. Очерк, серия «Директора России» / Н. М. Егоров. — Ростов н/Д: Новая книга, 2003.
- Егоров Н. Слово о Шолохове. Воспоминания, серия «Писатели России» / Н. М. Егоров. — Ростов н/Д: Новая книга, 2005.
- Егоров Н. Мастера. Воспоминания о писателях / Н. М. Егоров. — Ростов н/Д: Новая книга, 2005